# Zingiber sabuanum
Zingiber sabuanum là một loài thực vật có hoa trong họ Gừng. Loài này được Konickal Mambetta Prabhukumar và Alfred Joe miêu tả khoa học đầu tiên năm 2016.

## Mẫu định danh
Mẫu định danh: K.M.Prabhukumar 95055; thu thập ngày 24 tháng 8 năm 2011 ở cao độ khoảng 300 m, rừng Dhoni, gần thác Dhoni, Palakkad, Kerala, Ấn Độ. Mẫu holotype lưu giữ tại Đại học Calicut ở Malappuram, Kerala (CALI), các isotype lưu giữ tại Đại học Nông nghiệp Tamil Nadu ở Coimbatore, Tamil Nadu (MH), Trung tâm nghiên cứu thực vật y học ở Malappuram, Kerala (CMPR), Catholicate College ở Pathanamthitta, Kerala (CATH).

## Từ nguyên
Tính từ định danh sabuanum là để vinh danh tiến sĩ Mamyil Sabu, nhà thực vật học tại Đại học Calicut.

## Phân bố
Loài này có tại Kerala, Ấn Độ.